# Ciclismo do Futebol Clube do Porto
O Futebol Clube do Porto é um clube desportivo da cidade do Porto, Portugal, onde se praticam diversas modalidades. O presente artigo é sobre a sua secção de ciclismo.

## História
A modalidade de ciclismo do Futebol Clube do Porto teve o seu início de atividade no clube no ano de 1928, sob o comando de Carlos Machado, António Rial e Manuel Portugal.
O FC Porto estreou-se na Volta a Portugal em 1934, mas só voltaria a participar na prova rainha do ciclismo português 7 anos mais tarde, em 1941. Mesmo assim a modalidade continuava a ser "acarinhada" pela direção, até que no meio da década de 40 o clube torna-se um competidor regular nesta competição, vindo a parar só em 1984.
Após 30 anos de suspensão da modalidade, o ciclismo nacional voltou a contar com as cores do FC Porto na época de 2016, após acordo de parceria com a União Ciclista de Sobrado, passando a equipa a chamar-se W52-FC Porto. No entanto, esta modalidade voltaria a ser suspensa em 2022 devido a múltiplos casos de doping.
Em Novembro de 2023, o antigo ciclista Nuno Ribeiro, diretor desportivo da extinta W52-FC Porto, foi suspenso por 25 anos pela Autoridade Antidopagem de Portugal (ADoP), por tráfico, administração e posse de substâncias e métodos proibidos na sequência do processo 'Prova Limpa'. De acordo com a lista de sanções disciplinares da ADoP Nuno Ribeiro vai cumprir uma sanção entre 16 de dezembro de 2022 e 15 de dezembro de 2047, por "tráfico, administração e posse de substâncias proibidas e métodos proibidos", nomeadamente hormonas, testosterona, e betametasona.

## Palmarés

### Internacionais

#### Clássica 9 de Julho, São Paulo
- Geral Individual: 2

1949, 1957

#### Clássica São Paulo - São Roque - São Paulo
- Geral Individual: 1

1949

#### Clássica São Paulo - Vargem Grande
- Geral Individual: 1

1949

#### Critério de São Paulo
- Geral Individual: 1

1949

#### Clássica Rio - Petrópolis - Rio
- Geral Individual: 1

1950

#### Circuito do Rio de Janeiro
- Geral Individual: 1

1950

#### Grande Prémio da Federação Brasileira de Ciclismo
- Geral Individual: 1

1951

#### Jogos Luso Brasileiros
- Geral Individual: 1

1965

#### Volta da Independência
- Geral Individual: 1

1982

#### Volta à La Rioja
- Geral por Equipas: 1

2016

#### Volta às Astúrias
- Geral Individual: 1

2017
- Geral por Equipas: 1

2017
- Geral por Pontos: 1

2017
- Geral Montanha: 1

2016
- Geral Metas Volantes: 1

2018

#### Volta à Comunidade de Madrid
- Geral por Equipas: 1

2018
- Geral por Pontos: 1

2017

#### Volta a Castilla e Leon
- Geral Montanha: 2

2016, 2017

#### Clássica de Primavera, Amorebieta
- Geral Montanha: 1

2017

#### Porto - Vigo - Porto
- Geral Individual: 1

1935

### Nacional

#### Volta a Portugal
- Geral Individual: 17

1948, 1949, 1950, 1952, 1959, 1960, 1961, 1962, 1964, 1979, 1981, 1982, 2016, 2017, 2019, 2020, 2021
- Geral por Equipas: 18

1948, 1949, 1950, 1952, 1955, 1958, 1959, 1962, 1964, 1969, 1979, 1980, 1981, 2016, 2017, 2018, 2019, 2020
- Geral por Pontos: 5

1958, 1962, 1983, 2016, 2019
- Geral Montanha: 8

1947, 1955, 1960, 1961, 1962, 1979, 2017, 2018
- Geral Metas Volantes: 3

1981, 1982, 1983
- Geral Combinado: 5

1982, 2016, 2017, 2018, 2019
- Geral Juventude: 1

1982
- Etapas Contra-Relógio Individual (até 20 km): 20

1949, 1956, 1958, 1959, 1961, 1961, 1962, 1962, 1969, 1970, 1972, 1974, 1977, 1981, 1983, 2016, 2019, 2019, 2020, 2020
- Etapas Contra-Relógio Individual (mais de 20 km): 13

1946, 1949, 1951, 1959, 1960, 1962, 1966, 1980, 1980, 1981, 1981, 2016, 2017
- Etapas Contra-Relógio por Equipas: 4

1952, 1980, 1981, 1982

#### Volta ao Algarve
- Geral Individual: 3

1963, 1977, 1981
- Geral por Equipas: 3

1981, 1982, 1983
- Geral Montanha: 2

1981, 1982
- Geral Metas Volantes: 2

1981, 1982

#### Volta ao Alentejo
- Geral Individual: 1

2019
- Geral por Equipas: 3

2018, 2019, 2022
- Geral Montanha: 1

2021

#### Volta ao Minho
- Geral Individual: 1

1934

#### Volta ao Porto
- Geral Individual: 2

1958, 1978

#### Volta a Gaia
- Geral Individual: 1

1977

#### Volta à Bairrada
- Geral Individual: 1

2016
- Geral por Equipas: 2

2016, 2017
- Geral por Pontos: 1

2016

#### Volta a Terras de Santa Maria
- Geral Individual: 1

2018
- Geral por Equipas: 1

2018
- Geral por Pontos: 1

2018
- Geral Metas Volantes: 1

2018

#### Volta a Albergaria
- Geral por Equipas: 2

2017, 2018
- Geral por Pontos: 1

2018
- Geral Montanha: 1

2018
- Geral Metas Volantes: 1

2018

#### Clássica Porto-Lisboa
- Geral Individual: 15

1949, 1951, 1952, 1953, 1957, 1958, 1959, 1960, 1961, 1965, 1966, 1970, 1981, 1982, 1984
- Geral por Equipas: 10

1949, 1951, 1953, 1957, 1958, 1959, 1961, 1965, 1980, 1981

#### Clássica Lisboa-Porto
- Geral Individual: 4

1949, 1953, 1955, 1981
- Geral por Equipas: 3

1949, 1953, 1955

#### Clássica da Figueira da Foz
- Geral Individual: 1

1938

#### Clássica de Vila do Conde
- Geral Individual: 1

1945

#### Clássica de Amarante
- Geral Individual: 1

2016
- Geral por Equipas: 1

2016

#### Clássica da Arrábida
- Geral Individual: 1

2017
- Prémio Montanha: 1

2019

#### Clássica de Albergaria
- Geral por Equipas: 2

2016, 2017

#### Clássica da Primavera, Póvoa de Varzim
- Geral Individual: 1

2017
- Geral por Equipas: 3

2017, 2018, 2022
- Prémio Montanha: 1

2019
- Geral Juventude: 1

2019

#### Clássica Aldeias do Xisto
- Geral Individual: 1

2021
- Geral por Equipas: 1

2021
- Prémio Montanha: 1

2022
- Geral Juventude: 1

2019

#### Grande Prémio Vilar
- Geral Individual: 3

1957, 1958, 1959

#### Grande Prémio da Malveira
- Geral Individual:

1960

#### Grande Prémio Berkel
- Geral Individual: 1

1962
- Geral por Equipas: 1

1962

#### Grande Prémio Robbialac
- Geral Individual: 2

1962, 1965

#### Grande Prémio FC Porto
- Geral Individual: 5

1963, 1964, 1981, 1982, 1983

#### Grande Prémio Sangal, Sangalhos
- Geral Individual: 1

1967

#### Grande Prémio Phillips
- Geral Individual: 2

1968, 1969

#### Grande Prémio Riopele
- Geral Individual: 1

1969

#### Grande Prémio Sachs
- Geral Individual: 1

1969

#### Grande Prémio Folpec-Azul
- Geral Individual: 1

1971

#### Grande Prémio Indústrias Couto
- Geral Individual: 2

1973, 1974
- Geral por Equipas: 1

1973

#### Grande Prémio do Estoril
- Geral Individual: 1

1973

#### Grande Prémio Papéis Vouga
- Geral Individual: 1

1974

#### Grande Prémio Associação de Ciclismo do Porto
- Geral Individual: 1

1978

#### Grande Prémio Clock
- Geral Individual: 1

1978

#### Grande Prémio do Minho
- Geral Individual: 2

1978, 1981

#### Grande Prémio Abimota
- Geral Individual: 2

1978, 1983
- Geral por Equipas: 2

2016, 2021
- Geral Metas Volantes: 1

2017
- Geral Juventude: 1

2019
- Geral Metas Autárquias: 1

2017

#### Grande Prémio Jornal de Notícias
- Geral Individual: 6

1980, 1982, 2016, 2017, 2018, 2019
- Geral por Equipas: 5

2016, 2017, 2018, 2019, 2021
- Geral por Pontos: 1

2017
- Geral Montanha: 1

2018
- Geral Metas Volantes: 2

2016, 2018

#### Grande Prémio de Santiago do Cacém
- Geral por Equipas: 1

1980

#### Grande Prémio Sical
- Geral Individual: 2

1981, 1982

#### Grande Prémio Sicasal
- Geral Individual: 1

1982

#### Grande Prémio do Dão
- Geral por Equipas: 1

2016

#### Grande Prémio Beiras e Serra da Estrela
- Geral por Equipas: 2

2016, 2017
- Geral Montanha: 1

2016

#### Grande Prémio Internacional Torres Vedras - Troféu Joaquim Agostinho
- Geral Individual: 2

2017, 2018
- Geral por Equipas: 3

2016, 2017, 2018
- Geral por Pontos: 1

2017
- Geral Montanha: 1

2017
- Geral Combinados: 1

2017
- Geral Juventude: 1

2018

#### Grande Prémio de Mortágua
- Geral por Equipas: 1

2017
- Geral Montanha: 1

2017

#### Grande Prémio Nacional 2 de Portugal
- Geral Individual: 1

2018
- Geral por Equipas: 1

2018

#### Grande Prémio Anicolor
- Geral Individual: 2

2019, 2021
- Geral por Equipas: 2

2019, 2021
- Geral Juventude: 1

2019

#### Grande Prémio Jornal O Jogo
- Geral Individual: 1

2021
- Geral por Equipas: 1

2021
- Geral Montanha: 1

2021

#### Grande Prémio Douro Internacional
- Geral Individual: 1

2022
- Geral Sprints Especiais: 1

2021

#### Campeonato Nacional de Estrada
- Geral Individual: 10

1946, 1950, 1951, 1953, 1960, 1962, 1978, 1981, 1982, 2021
- Geral por Equipas: 11

1957, 1958, 1959, 1962, 1965, 1968, 1971, 1972, 1978, 1979, 1982

#### Campeonato Nacional de Velocidade
- Geral Individual: 8

1945, 1950, 1961, 1966, 1967, 1968, 1972, 1973

#### Campeonato Nacional de Ciclo-Cross
- Geral Individual: 12

1952, 1959, 1960, 1962, 1964, 1965, 1966, 1967, 1968, 1969, 1970, 1983
- Geral por Equipas: 2

1968, 1973

#### Campeonato Nacional de Perseguição
- Geral Individual: 2

1967, 1968

#### Campeonato Nacional de Rampa
- Geral Individual: 5

1965, 1966, 1967, 1970, 1974

#### Campeonato dos 100 km da UVP
- Geral Individual: 2

1935, 1949

#### Taça de Portugal de Elite
- Geral Individual: 2

2016, 2017
- Geral por Equipas: 3

2017, 2019, 2021

#### Circuito do Cávado
- Geral Individual: 1

1928

#### Circuito da Barra
- Geral Individual: 1

1935

#### Circuito do Estoril
- Geral Individual: 1

1941

#### Circuito da Curia
- Geral Individual: 4

1941, 1946, 1959, 1964

#### Circuito de Espinho
- Geral Individual: 1

1941

#### Circuito de Vila do Conde
- Geral Individual: 3

1945, 1957, 1972

#### Circuito da Vila das Aves
- Geral Individual: 2

1945, 1946

#### Circuito de Valadares, Gaia
- Geral Individual: 2

1945, 1946

#### Circuito da Longra, Felgueiras
- Geral Individual: 1

1947

#### Circuito do Palácio de Cristal, Porto
- Geral Individual: 1

1948

#### Circuito do Norte
- Geral Individual: 1

1948

#### Circuito da Aveleda
- Geral Individual: 1

1948

#### Circuito de Paços de Ferreira
- Geral Individual: 2

1948, 1950

#### Circuito de Vila Pouca de Aguiar
- Geral Individual: 1

1948

#### Circuito de Gaia
- Geral Individual: 1

1950

#### Circuito de Angeiras
- Geral Individual: 1

1950

#### Circuito de Felgueiras
- Geral Individual: 1

1950
- Geral por Equipas: 2

1950, 1951

#### Circuito da Malveira
- Geral Individual: 5

1952, 1965, 1979, 1980, 2016
- Geral por Equipas: 1

1957
- Geral Montanha: 1

1957

#### Circuito de Esmoriz
- Geral Individual: 2

1951, 1957
- Geral por Equipas: 1

1957
- Geral Montanha: 1

1957

#### Circuito da Maia
- Geral Individual: 1

1952

#### Circuito de Oliveira do Bairro
- Geral Individual: 1

1954

#### Circuito de Fafe
- Geral Individual: 1

1957

#### Circuito dos Campeões, Figueira da Foz
- Geral Individual: 1

1957

#### Ciruito de Santo Tirso
- Geral Individual: 3

1958, 1962, 1966

#### Circuito de Garcia
- Geral Individual: 1

1958

#### Circuito de Rio Maior
- Geral Individual: 5

1961, 1966, 1974, 1975, 1980

#### Circuito de Matosinhos
- Geral Individual: 1

1962

#### Circuito de Santa Maria da Feira
- Geral Individual: 2

1962, 1974

#### Circuito de Cantanhede
- Geral Individual: 1

1964

#### Circuito de Aldoar, Porto
- Geral Individual: 1

1966

#### Circuito de Tavira
- Geral Individual: 1

1967

#### Circuito do Porto
- Geral Individual: 3

1970, 1972, 1973

#### Circuito do Bombarral
- Geral Individual: 4

1970, 1972, 1973, 1974
- Geral por Equipas: 1

2016

#### Circuito da Bairrada
- Geral Individual: 1

1973

#### Circuito de Lisboa
- Geral Individual: 1

1973

#### Circuito da Moita
- Geral Individual: 1

1984

#### Circuito de Alcobaça
- Geral Individual: 1

2016
- Prémio Timóteo de Matos: 1

2016

#### Circuito de Nafarros
- Geral Individual: 1

2016

#### Circuito Ribeiro da Silva
- Geral Individual: 1

2016
- Geral por Equipas: 1

2016

#### Valença - Porto
- Geral Individual: 2

1911, 1912

#### Porto - Felgueiras - Porto
- Geral Individual: 1

1928

#### Match Oficial Lisboa - Porto
- Geral Individual: 1

1930

#### Raid Ciclista do SL Benfica, Lisboa
- Geral por Equipas: 1

1931

#### Porto - Braga - Porto
- Geral Individual: 2

1933, 1950

#### 8 Voltas do Velo
- Geral Individual: 1

1935

#### Prémio Record do Velo
- Geral Individual: 1

1935

#### Matosinhos - Valença - Matosinhos
- Geral Individual: 1

1935

#### 100 Km Clássicos
- Geral Individual: 1

1935

#### 1º Prémio da Hora à Americana
- Geral por Equipas: 1

1935

#### 24h Ciclistas do Lima, Porto
- Geral Individual: 1

1936

#### Prémio Olympique
- Geral Individual: 1

1939

#### Porto - Vila Real - Porto
- Geral Individual: 1

1944

#### Porto - Aveiro -Porto
- Geral Individual: 1

1944

#### Hora à Americana do Lima, Porto
- Geral por Equipas: 8

1945, 1946, 1950, 1951, 1952, 1953, 1955

#### Hora à Americana da Póvoa de Varzim
- Geral por Equipas: 2

1945, 1946

#### 100 Km Contra Relógio do Norte
- Geral Individual: 2

1941, 1958

#### Prova de Abertura da Associação de Ciclismo do Norte
- Geral Individual: 8

1948, 1952, 1954, 1962, 1965, 1969, 1970, 1977

#### Porto - Valença - Porto
- Geral Individual: 1

1949

#### Lisboa - Óbidos - Lisboa
- Geral Individual: 1

1950

#### 90 minutos à Americana do Lima, Porto
- Geral por Equipas: 1

1950

#### 50 Km à Americana do Lima, Porto
- Geral por Equipas: 1

1950

#### Perseguição à Italiana no Lima, Porto
- Geral por Equipas: 1

1950

#### Perseguição à Italiana de Alvalade, Lisboa
- Geral por Equipas: 1

1950

#### Hora à Americana do Paíço
- Geral Individual: 1

1950

#### Porto - Esposende - Porto
- Geral Individual: 1

1950

#### Porto - Braga - Ponte da Barca - Ponte de Lima - Viana - Porto
- Geral Individual: 1

1950

#### Porto - Alto da Lixa - Porto
- Geral por Equipas: 1

1950

#### Porto - Leça - Vila do Conde - Porto
- Geral Individual: 1

1952

#### Porto - Estarreja - Porto
- Geral Individual: 1

1954

#### Porto - Guimarães - Porto
- Geral Individual: 1

1954

#### 30 km à Americana do Festival Internacional de Alvalade, Lisboa
- Geral Individual: 1

1956

#### Festival de Ciclismo do Porto
- Geral Individual: 1

1956
- Geral por Equipas: 1

1956

#### Volta dos Campeões, Figueira da Foz
- Geral Individual: 1

1957

#### Festival de Homenagem a Onofre Tavares no Estádio do Lima, Porto
- Geral Individual: 1

1957
- Geral por Equipas: 1

1957

#### Festival da Pista de Alvalade, Lisboa
- Geral por Equipas: 1

1957

#### Grande Prova de Iniciação
- Geral Individual: 1

1959

#### Porto - Malveira
- Geral Individual: 1

1961

#### Corrida Libras de Ouro da Figueira da Foz
- Geral Individual: 1

1963

#### Taça Imprensa Rádio e Televisão
- Geral Individual: 1

1964

#### Troféu Abril
- Geral Individual: 1

1967

#### Troféu Alfredo Baptista
- Geral Individual: 1

1968

#### 12 Voltas à Gafa
- Geral Individual: 1

1970

#### Taça Ambar
- Geral Individual: 2

1973, 1974

#### Taça Victor Alves
- Geral Individual: 1

1977
- Geral por Equipas: 1

1977

#### Volta dos Ases
- Geral Individual: 1

1978

#### Volta dos Sete
- Geral Individual: 1

1981

#### Prémio Tormel
- Geral Individual: 1

1982

#### Troféu Concelhio de Oliveira de Azeméis
- Geral Individual: 1

2016

#### Anadia - Murtosa
- Geral Individual: 1

2019

#### Rota da Filigrana
- Geral Individual: 1

2019

#### Memorial Bruno Neves
- Geral Individual: 2

2016, 2021
 Atualizado em 6 de maio de 2025